# Sprite (soda)
Pour les articles homonymes, voir Sprite.
 (janvier 2017).
Si vous disposez d'ouvrages ou d'articles de référence ou si vous connaissez des sites web de qualité traitant du thème abordé ici, merci de compléter l'article en donnant les références utiles à sa vérifiabilité et en les liant à la section « Notes et références ».
Sprite est une boisson gazeuse à base d'extraits de citron et de lime créée par The Coca-Cola Company en 1961. Son goût est proche de la limonade. Le Sprite contient de l'eau gazéifiée, du sucre, des acidifiants : acide citrique, citrate de sodium, des arômes naturels de citron-citron vert et un édulcorant : les glycosides de stéviol. Il s'agit du produit concurrent au 7 Up de l'autre géant américain du soda, PepsiCo. En 2020, Sprite revient avec le goût original en retirant tout édulcorant (stéviol) de la recette. 
Sprite existe en version sans sucres et sans calorie : Sprite Zero.
Dans les années 1990, Sprite a fait l'objet d'une campagne marketing basée sur le slogan « Image is nothing: thirst is everything ». L'originalité reposait sur le fait qu'une campagne publicitaire était utilisée pour faire des commentaires ironiques sur la publicité en général.